# Scandal Show
A Scandal Show (a borító írásmódja szerint SCANDAL SHOW) a Scandal japán együttes első válogatásalbuma, amely 2012. március 7-én jelent meg az Epic Records Japan kiadó gondozásában. A korongra az együttes tagjai által választott tizenöt zeneszám mellett felkerült a zenekar debütálása előtt is számtalan alkalommal előadott, videóklippel is rendelkező, azonban hivatalosan eddig még meg nem jelent Scandal no Theme (SCANDALのテーマ) című dal is. A kiadvány három verzióban került a boltok polcaira: egy normál kiadás CD-vel, egy korlátozott példányszámú kiadás CD-vel és fotókönyvvel és egy első nyomású limitált kiadás CD-vel és DVD-vel.

## Számlista
| CD (ESCL-3858 / ESCL-3856 / ESCL-3855) | CD (ESCL-3858 / ESCL-3856 / ESCL-3855)             | CD (ESCL-3858 / ESCL-3856 / ESCL-3855) | CD (ESCL-3858 / ESCL-3856 / ESCL-3855) | CD (ESCL-3858 / ESCL-3856 / ESCL-3855) | CD (ESCL-3858 / ESCL-3856 / ESCL-3855) | CD (ESCL-3858 / ESCL-3856 / ESCL-3855) | CD (ESCL-3858 / ESCL-3856 / ESCL-3855) | CD (ESCL-3858 / ESCL-3856 / ESCL-3855) | CD (ESCL-3858 / ESCL-3856 / ESCL-3855) |
| #                                      | Cím                                                | Dalszöveg                              | Zene                                   | Hangszerelő                            | Hossz                                  |                                        |                                        |                                        |                                        |
| -------------------------------------- | -------------------------------------------------- | -------------------------------------- | -------------------------------------- | -------------------------------------- | -------------------------------------- | -------------------------------------- | -------------------------------------- | -------------------------------------- | -------------------------------------- |
| 1.                                     | Harukaze                                           | Scandal, Norijaszu Issiki              | Norijaszu Issiki                       | Acusi                                  | 4:36                                   |                                        |                                        |                                        |                                        |
| 2.                                     | Sódzso S (少女S)                                   | Tomomi                                 | Tadzsika Juicsi                        | Iidzsima Ken                           | 3:11                                   |                                        |                                        |                                        |                                        |
| 3.                                     | Doll                                               | Tomomi                                 | Tokita Szatosi                         | Nisikava Szuszumu, Scandal             | 3:24                                   |                                        |                                        |                                        |                                        |
| 4.                                     | BEAUTeen!!                                         | Scandal, Hajama Aidzsi, Kubota Szacsio | Kubota Szacsio                         | Hosi Kacu                              | 3:42                                   |                                        |                                        |                                        |                                        |
| 5.                                     | Taijó to kimi ga egaku Story (太陽と君が描くSTORY) | Tomomi, Tanaka Hidenori                | Tanaka Hidenori                        | Fudzsii Takesi, Kavagucsi Keita        | 3:57                                   |                                        |                                        |                                        |                                        |
| 6.                                     | Love Survive                                       | Haruna, Tanaka Hidenori                | Tanaka Hidenori                        | Fudzsii Takesi, Kavagucsi Keita        | 3:41                                   |                                        |                                        |                                        |                                        |
| 7.                                     | Pride                                              | Tomomi, Tanaka Hidenori                | Tanaka Hidenori                        | Kavagucsi Keita                        | 4:31                                   |                                        |                                        |                                        |                                        |
| 8.                                     | Switch (スイッチ)                                  | Tomomi, Tanaka Hidenori                | Tanaka Hidenori                        | Kavagucsi Keita                        | 4:05                                   |                                        |                                        |                                        |                                        |
| 9.                                     | Sunkan Sentimental (瞬間センチメンタル)            | Scandal, Kobajasi Nacumi               | Tanaka Hidenori                        | Kavagucsi Keita                        | 3:46                                   |                                        |                                        |                                        |                                        |
| 10.                                    | Haruka (ハルカ)                                    | Haruna, Tanaka Hidenori                | Tanaka Hidenori                        | Kavagucsi Keita                        | 5:07                                   |                                        |                                        |                                        |                                        |
| 11.                                    | Scandal nanka buttobasze                           | Aki Jóko                               | Uzaki Rjúdó                            | Fudzsii Takesi                         | 3:26                                   |                                        |                                        |                                        |                                        |
| 12.                                    | Everybody Say Yeah!                                | Tomomi, Onoe Bun                       | Okubo Tomohiro                         | Kavagucsi Keita                        | 3:46                                   |                                        |                                        |                                        |                                        |
| 13.                                    | Kageró (カゲロウ)                                  | Tomomi                                 | Masterworks                            | Masterworks                            | 4:27                                   |                                        |                                        |                                        |                                        |
| 14.                                    | Sakura Goodbye (SAKURAグッバイ)                    | Tomomi, Masterworks                    | Masterworks                            | Kubota Kotaro                          | 3:59                                   |                                        |                                        |                                        |                                        |
| 15.                                    | Scandal Baby                                       | Tomomi, Tadzsika Juicsi                | Tadzsika Juicsi                        | Kavagucsi Keita, Tadzsika Juicsi       | 5:11                                   |                                        |                                        |                                        |                                        |
| 16.                                    | Scandal no Theme (SCANDALのテーマ)                 | Scandal, Masterworks                   | Masterworks                            | Scandal                                | 1:36                                   |                                        |                                        |                                        |                                        |
| 62:31                                  |                                                    |                                        |                                        |                                        |                                        |                                        |                                        |                                        |                                        |

| 1. | Asia Tour 2011 Documentary Footage (アジアツアー2011・ドキュメント映像) |  |  |